# Vietnam na Letních olympijských hrách 2016
Vietnam se účastnil Letní olympiády 2016.

## Medailisté
| Medaile | Jméno           | Sport             | Disciplína                      |
| ------- | --------------- | ----------------- | ------------------------------- |
| Zlato   | Hoàng Xuân Vinh | Sportovní střelba | Muži 10 metrů vzduchová pistole |
| Stříbro | Hoàng Xuân Vinh | Sportovní střelba | Muži 50 metrů libovolná pistole |